# Faithfully (Journey)
Faithfully è una canzone del gruppo musicale statunitense Journey, estratta come secondo singolo dal loro album Frontiers nel 1983. Si tratta di una power ballad scritta dal tastierista Jonathan Cain. Ha raggiunto la posizione numero 12 della Billboard Hot 100 negli Stati Uniti, dando alla band il suo secondo singolo consecutivo nella top 20 estratto da Frontiers. Nonostante abbia ottenuto meno successo in classifica rispetto ad altri singoli, la canzone è diventata uno dei pezzi più riconoscibili del gruppo, e ha goduto di popolarità duratura negli anni.

## Significato
La canzone descrive la relazione intima di un musicista continuamente in trasferta. Le difficoltà nel crescere e mantenere una famiglia, due sconosciuti che devo innamorarsi nuovamente, e che rimangono fedeli mentre il tournée va avanti. Tuttavia, il testo suggerisce che il protagonista ottiene la "joy of rediscovering" ("gioia di riscoprire"), e insiste: "I'm forever yours... Faithfully" ("Sono per sempre tuo... fedelmente").
Il tastierista del gruppo, Jonathan Cain, scrisse questa canzone ispirato dal duro rapporto di coppia provato da un musicista in tour con la propria band, costretto a stare distante dalla propria amata. Cain e sua moglie divorziarono pochi anni più tardi, nonostante egli si fosse impegnato in questa canzone ad essere "forever yours... faithfully".
Come Rosanna dei Toto, questa canzone presenta testi interpretati dal cantante ma scritti da un altro membro del gruppo, il che ha portato in molti a credere che Steve Perry abbia composto il brano ispirato da una ragazza particolare.

## Video musicale
Il videoclip presenta il tema della "vita in tour" descritto dal testo della canzone, mostrando i Journey mentre si esibiscono in diverse città e i loro viaggi in giro per gli Stati Uniti. Questo specifico concetto di video sarà ripreso successivamente da diversi altri artisti, come Bon Jovi, Guns N' Roses, Genesis, Mötley Crüe e Richard Marx.

## Eredità
Bryan Adams aprì i concerti dei Journey durante il Frontiers Tour del 1983, e in quel periodo scrisse la canzone Heaven, che fu fortemente influenzata da Faithfully. All'incisione del brano di Adams partecipò il batterista dei Journey, Steve Smith.
Dopo aver registrato la canzone Purple Rain, Prince contattò Cain per fargliela ascoltare, preoccupato che fosse troppo simile a Faithfully. Il tastierista dei Journey diede il suo assenso a Prince e disse che i due brani condividevano solamente pochi accordi.

## Tracce
7" Single CBS 38-03840
1. Faithfully – 4:24
2. Frontiers – 4:03

7" Single CBS A3358
1. Faithfully – 4:24
2. Edge of the Blade – 4:30

7" Single CBS 38 03840
1. Faithfully – 4:24
2. Back Talk – 3:18

## Classifiche
| Classifica (1983)                | Posizione massima |
| -------------------------------- | ----------------- |
| Canada                           | 36                |
| Stati Uniti                      | 12                |
| Stati Uniti (adult contemporary) | 24                |

## Nella cultura di massa
- La cantante country Lorrie Morgan ha registrato una cover della canzone per il suo album Something in Red.
- Una versione in lingua cantonese, con una presenza più marcata del pianoforte, è stata registrata da Anita Mui nel 1991.
- La canzone è stata eseguita da Lea Michele e Cory Monteith nell'episodio finale della prima stagione di Glee, insieme ad altre canzoni dei Journey.
- Il videogioco Mega Man per Nintendo Entertainment System presenta un livello durante il quale sono udibili in sottofondo le note principali della canzone.
- Il brano viene usato durante una scena del film Ricky Bobby - La storia di un uomo che sapeva contare fino a uno nel 2006.
- La canzone viene campionata alla fine dell'album Feed the Animals di Girl Talk.
- Claudio Sanchez, cantante dei Coheed and Cambria, ha eseguito questa canzone in versione acustica in apertura di alcuni concerti nel 2008.
- Luke Bryan ha cantato il pezzo durante i suoi concerti nel 2008.
- L'intro di pianoforte della canzone Steal My Girl degli One Direction è molto simile a quello di Faithfully.[9]
- Negli anni, diversi concorrenti di American Idol hanno presentato questa canzone in gara.
- Anche i Boyce Avenue hanno reinterpretato la canzone.